# Ormögonödla
Ormögonödla (Ophisops elegans) är en liten ödla som hör till familjen egentliga ödlor och släktet ormögonödlor (Ophisops). Den förekommer från sydöstra Bulgarien och nordöstra Grekland (inklusive vissa öar i norra Egeiska havet) i Europa till Sydvästasien och från Egypten till Libyen och Algeriet i Nordafrika. Arten blir cirka 15 centimeter lång, mätt inklusive svansen. Svansen är nära dubbelt så lång som kroppen (kroppslängden är upp till 5,5 centimeter). Namnet ormögonödla kommer av att ögonen saknar synligt ögonlock och istället liksom hos ormar skyddas av en genomskinlig hinna. Artepitet elegans (graciös) i det vetenskapliga namnet syftar på färgsättningen eller kroppsformen.
Ovansidan är olivgrå till brun med två ljusa längsgående strimmor. Hos flera individer är svansens främre del rödaktig. Exemplaren blir utan svans cirka 62 mm långa.
Denna ödla lever i kulliga regioner och i bergstrakter mellan 400 och 2000 meter över havet. Den vistas i torra gräsmarker, buskskogar, öppna skogar och på jordbruksmark. Arten hittas under sommaren nära vattenansamlingar. Exemplaren gömmer sig i bergssprickor, i den täta växtligheten och i sanden. Honor lägger 3 till 6 ägg per tillfälle.
Regionala bestånd hotas av intensivt jordbruk och bruk av betesmarker. Hela populationen anses vara stabil. IUCN listar arten som livskraftig (LC).